# Dustin Runnels
Dustin Runnels (Austin, 1969. április 11. –) amerikai pankrátor. Jelenleg az  All Elite Wrestling  alkalmazottja.

## Pankrátori karrier

### Korai évek
Runnels 1989. szeptember 3-án debütált a Championship Wrestling from Florida-nál, ahol legyőzte Bob Cookot. Runnels itt elnyerte a Florida Heavyweight bajnoki címet 1989. május 23-án Al Pereztől, a címet csak egy hónapig birtokolta. Runnels később átigazolt az NWA/WCW-hoz (1988−1989), majd az All Japan Pro Wrestling-hez. A United States Wrestling Associationnél (1989–1990) is harcolt.

### Többszöri visszatérések a WWF/WWE, TNA és WCW szervezeteknél
Elsőként a World Wrestling Federationben 1990 szeptember 21-én tűnt fel Dustin Rhodes néven, ekkor játszotta első meccsét is. 1990 decemberében Rhodes legyőzte Ted DiBiase-t egy ten-minute challenge kihívásban. Az 1991-es Royal Rumble-ön az apjával, Dustyval elveszítettek egy tag team meccset Ted DiBiase és Virgil ellen. A mérkőzés után nem sokkal Dustin távozott a szervezettől. 1991-ben a WCW-hoz igazolt vissza, ahol 1995-ig maradt.
Visszaigazolt a WWF-be, és ekkor kapta meg a Goldust gimmicket. Goldust egy szexuális hollywoodi színészt alakított, ehhez a gimmickhez kapta meg az aranysárga-fekete öltözékét. Itt érte el az ismertségét is. Goldust itt 1999-ig maradt, majd egy időre visszatért a WCW-hoz, ahol az American Nightmare gimmicket alakította. 2001-ben visszatért a WWF-hez, és többször is elnyerte a Hardcore bajnoki címet. Később Booker T-vel feudolt, 2003-ban hagyta el a céget. A következő években független szervezeteknél is birkózott. Feltűnt az AJPW-ben, valamint a TNA-ben is, ahol a Black Reign karaktert kapta meg. 2008-ban ismételten a WWE-be igazolt, ahol többféle feudban is részt vett. A céget 2012-ben hagyta el ismét, majd ötödször is visszatérve a testvérével, Cody Rhodesszal alkottak csapatot. Később R-Truth mellett is láthattuk. 2019-ben ismét kilépett a cégtől.

### Jelenlegi helyzete
Goldust 2018-ban térdsérülést szenvedett, és nem tért vissza a szervezethez, Runnels 2019 első felében a testvére által vezetett konkurenciához, az AEW-hez igazolt. 2019. május 25-én a testvére elleni küzdelemben alulmaradt a Duble Or Nothing gálán.

## Eredményei
A WWF/E-ben és WCW-ban Goldust összesen 23 bajnoki címet nyert. WCW-ban kétszeres United States Heavyweight Champion, Six-Man Tag Team Champion, és kétszeres World Tag Team Champion, a WWF/E-ben háromszoros Intercontinental Champion, kilencszeres Hardcore Champion, World Tag Team Champion, és kétszeres WWE Tag Team Champion lett.

## Érdekességek
- Goldust egy Wrestlemania-mérkőzést sem tudott megnyerni.
- Goldust ötször tért vissza a WWF/WWE-hez.